# Fabry-Pérot-interferometer

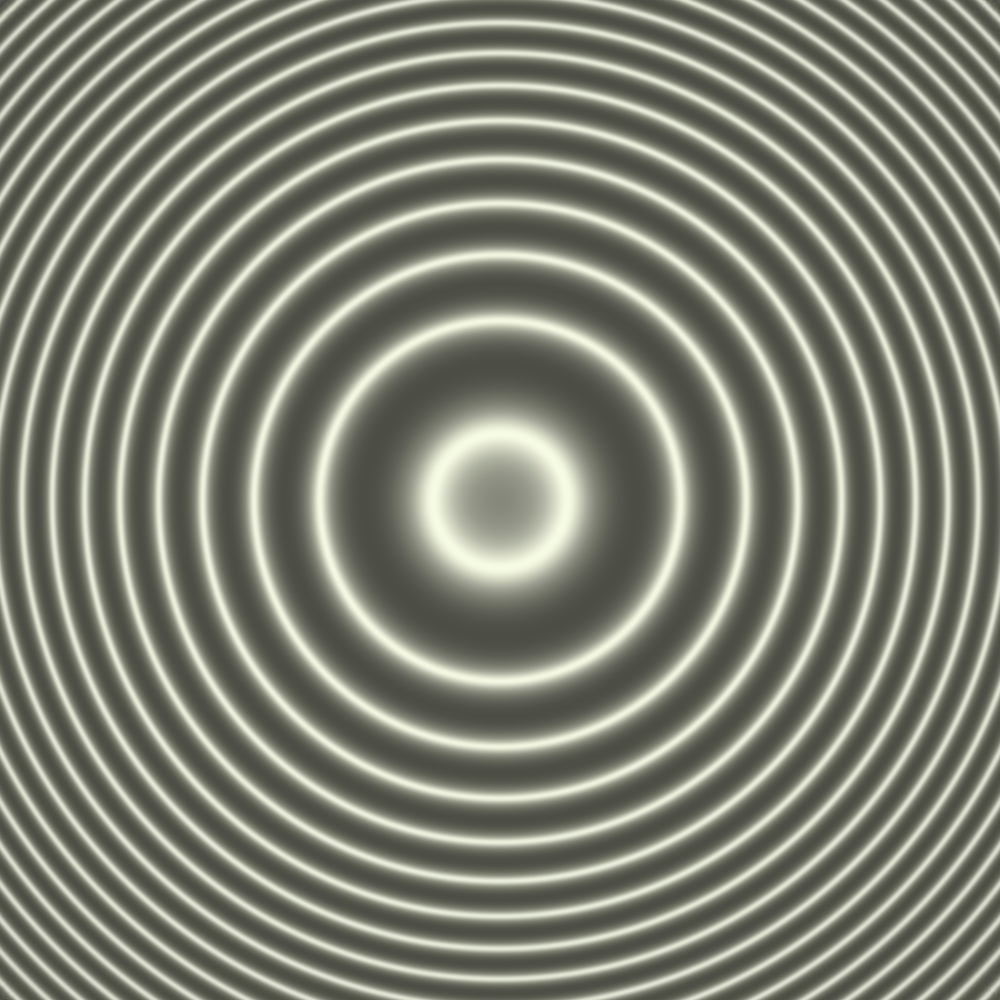
Interferentiepatroon van een Fabry-Perot interferometer

De Fabry-Perot-interferometer, bijvoorbeeld de Etalon, is een optisch instrument dat gebruikt wordt om de golflengte van licht te meten en te regelen. Het apparaat is uitgevonden door Charles Fabry en Alfred Pérot in 1897. Etalons worden vooral toegepast in telecommunicatie, in lasers en spectroscopie.

## Theorie

Een Fabry-Pérot etalon met brekingsindex n en dikte l. Licht valt van links in en ondergaat meervoudige interne weerkaatsing. De uittredende bundels (R = reflectie, weerkaatsing T = transmissie, doorlating) kunnen interfereren.

De Etalon bestaat uit twee reflecterende voorwerpen die recht tegenover elkaar staan. Wanneer een lichtstraal invalt zal deze meerdere keren reflecteren tussen de twee reflecterende voorwerpen. Hierdoor vindt destructieve interferentie plaats voor sommige golflengtes, terwijl andere golflengtes doorgelaten worden. Hierdoor fungeert de etalon als een optisch filter.

## Toepassing
- dichroisch filter
- interferentiefilters
- multiplexer
- laser
- optische vezel
- detectie van zwaartekrachtgolven[1]